# Истопское сельское поселение
Исто́пское сельское поселение — муниципальное образование в северо-восточной части Климовского района Брянской области. Административный центр — село Истопки.
Образовано в результате проведения муниципальной реформы в 2005 году, путём слияния дореформенных Истопского, Лобановского и Чернооковского сельсоветов.

## Население
| 2010  | 2011  | 2012  | 2013  | 2014  | 2015  | 2016  | 2017  | 2018  |
| ----- | ----- | ----- | ----- | ----- | ----- | ----- | ----- | ----- |
| 1493  | ↘1486 | ↘1447 | ↘1410 | ↘1370 | ↘1364 | ↘1346 | ↘1313 | ↘1304 |
| 2019  | 2020  | 2021  |       |       |       |       |       |       |
| ↘1258 | ↘1234 | ↗1324 |       |       |       |       |       |       |

## Состав сельского поселения
В состав сельского поселения входят 9 населённых пунктов
| № | Населённый пункт | Тип населённого пункта | Население |
| - | ---------------- | ---------------------- | --------- |
| 1 | Засновье         | посёлок                | ↘20       |
| 2 | Истопки          | село                   | ↘340      |
| 3 | Карнатное        | посёлок                | ↘6        |
| 4 | Лобановка        | село                   | ↘431      |
| 5 | Лужи             | посёлок                | ↘57       |
| 6 | Первомайский     | посёлок                | ↘46       |
| 7 | Петровский       | посёлок                | ↘33       |
| 8 | Чернооково       | село                   | ↘385      |
| 9 | Шамовка          | деревня                | ↘92       |